# 2,4,5-三甲氧基苯乙胺
2,4,5-三甲氧基苯乙胺（缩写2,4,5-TMPEA、2C-O或2C-OMe）是一种含氮有机化合物，化学式为C11H17NO3，是一种2,5-二甲氧基苯乙胺衍生物（2C-x系列化合物），最早由Jansen在1931年合成，与麦司卡林是同分异构体。